# Le Défi de Kylie
Le Défi de Kylie (The Circuit) est un téléfilm américain réalisé par Peter Werner et diffusé le 8 juin 2008 sur ABC Family.

## Synopsis
C'est une jeune fille qui est institutrice remplaçante et qui devient de plus en plus une vraie championne de rallyes automobile comme son père qui est un champion très connu. Elle va rencontrer le champion de maintenant qui sera dans la même équipe et qui va être un concurrent de taille mais aussi un bon ami ou peut-être plus.

## Fiche technique
- Titre original : The Circuit
- Réalisation : Peter Werner
- Scénario : Quinton Peeples et Bill Hanley
- Photographie : Neil Roach
- Musique : Danny Lux
- Société de production : Von Zerneck / Sertner Films
- Durée : 88 minutes
- Pays :  États-Unis

## Distribution
- Michelle Trachtenberg (VF : Chantal Macé) : Kylie Shines
- Billy Campbell : Al Shines
- Drew Fuller (VF : Yoann Sover) : Kid Walker
- Paul Rae : Robin Cates
- Tommy Lioutas (VF : Pascal Nowak) : Jake Miley
- Maurice Dean Wint : Andy « Crash » Davis
- Dominique D'Arnell : Kylie enfant
- Jeremy Akerman (en) : Charlie
- Emily Power (VF : Corinne Martin) : Molly
- Mark Owen : Evans
- Jon DeWolfe : Pit Crew

 Source et légende : version française (VF) sur RS Doublage